# Grenze zwischen Italien und Slowenien

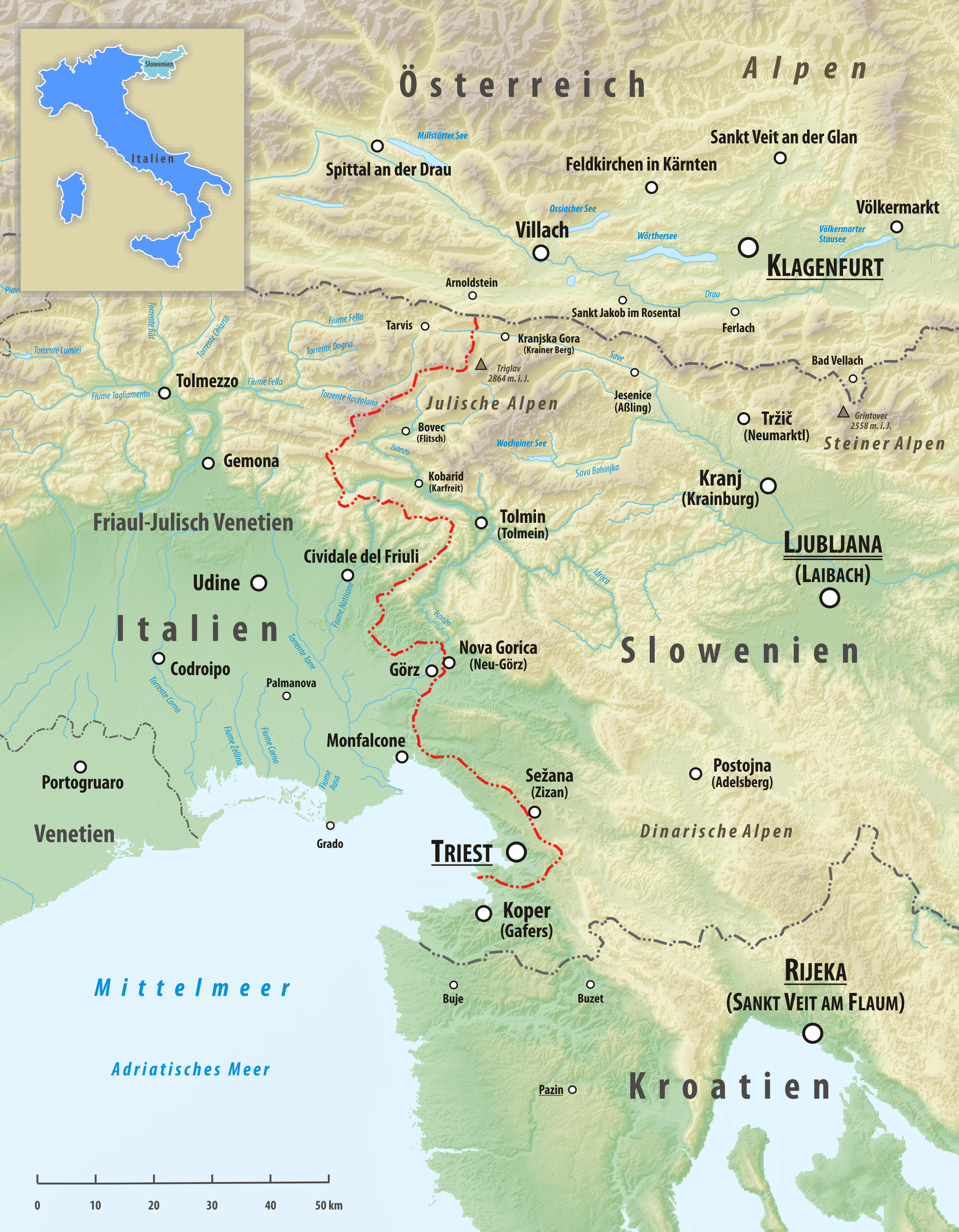
Grenzverlauf Italien Slowenien

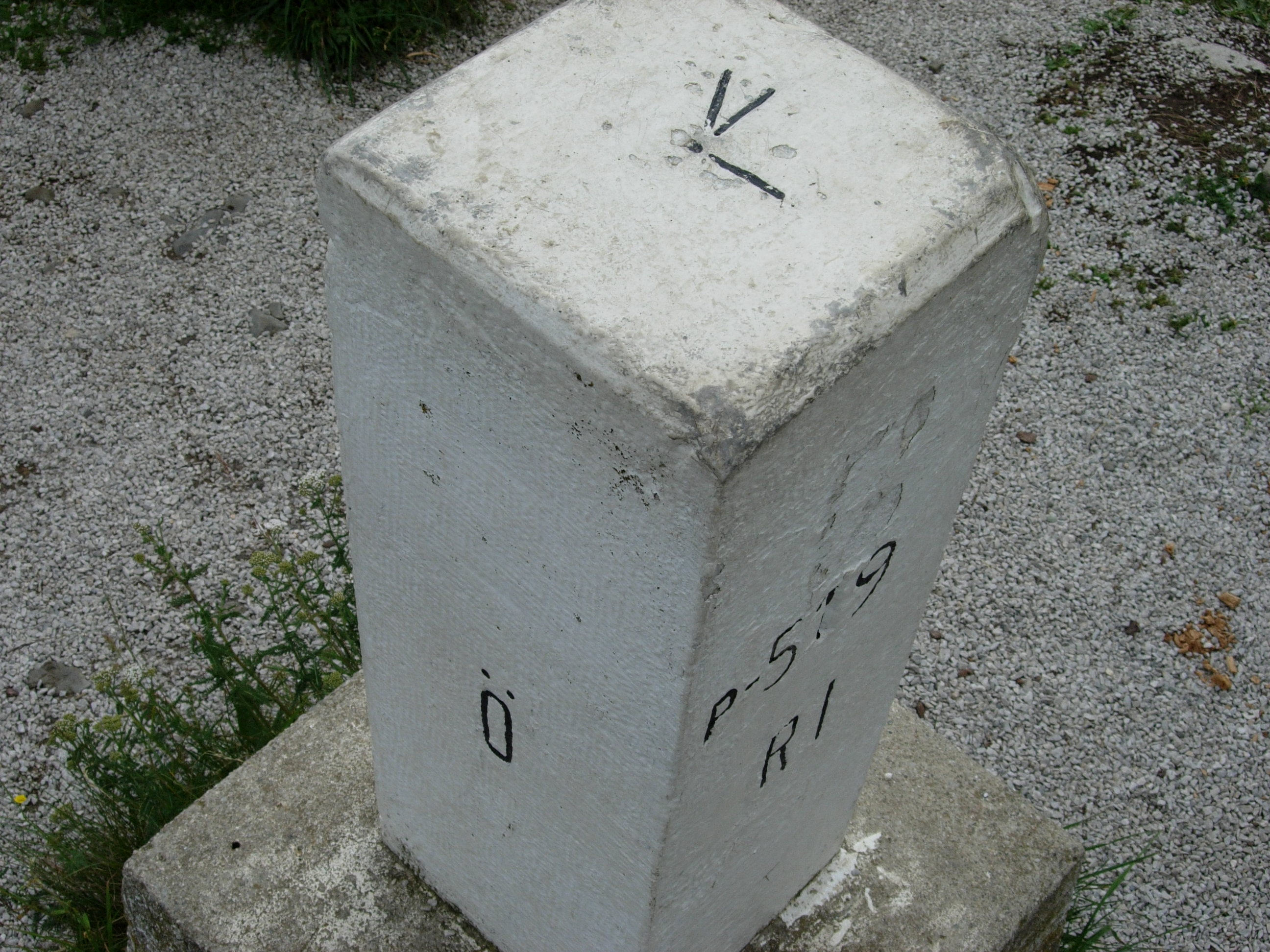
Grenzstein am Dreiländereck von Österreich, Italien und Slowenien bei Arnoldstein (Österreich)

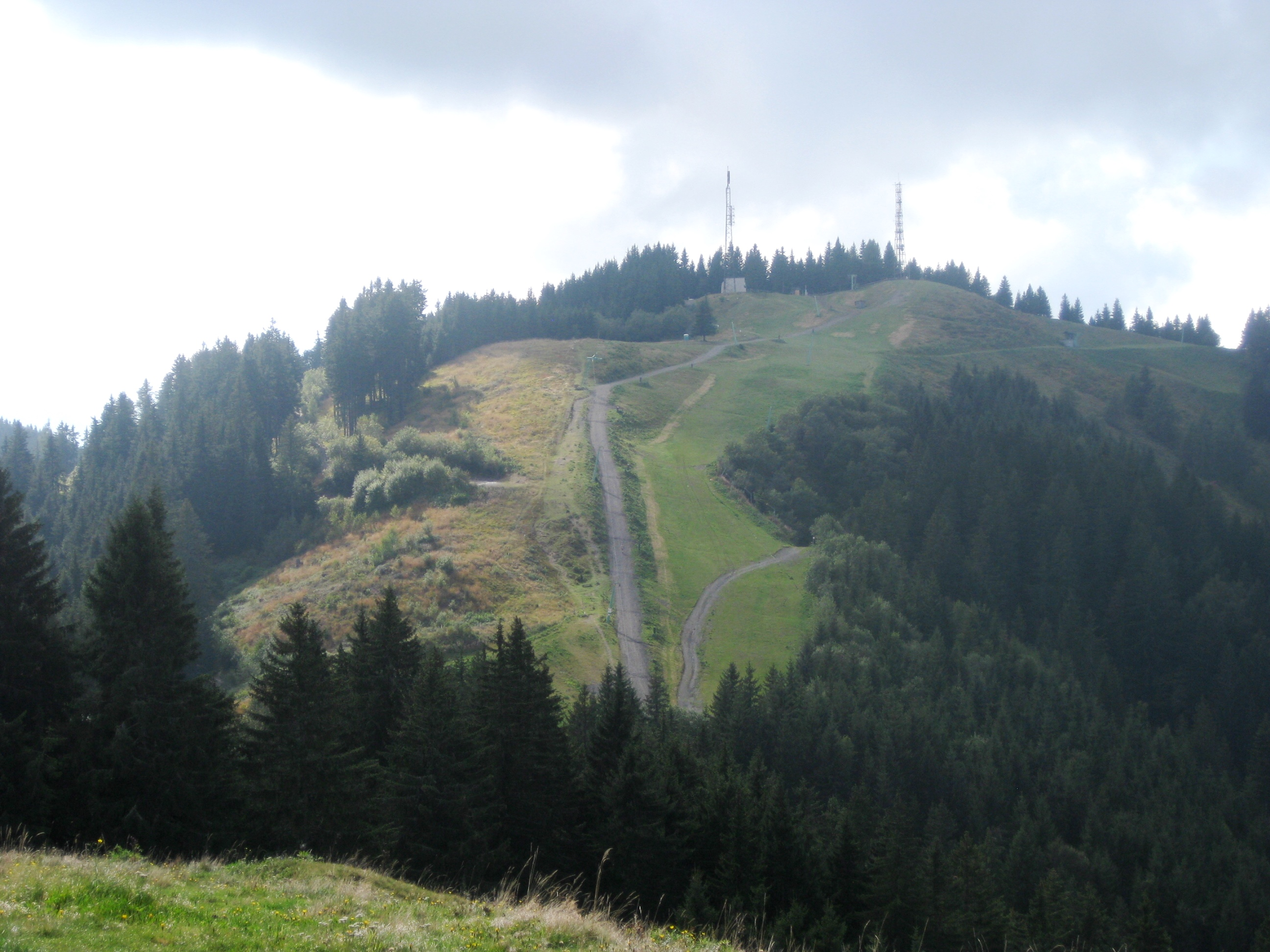
Dreiländereck/Monte Forno/Peč

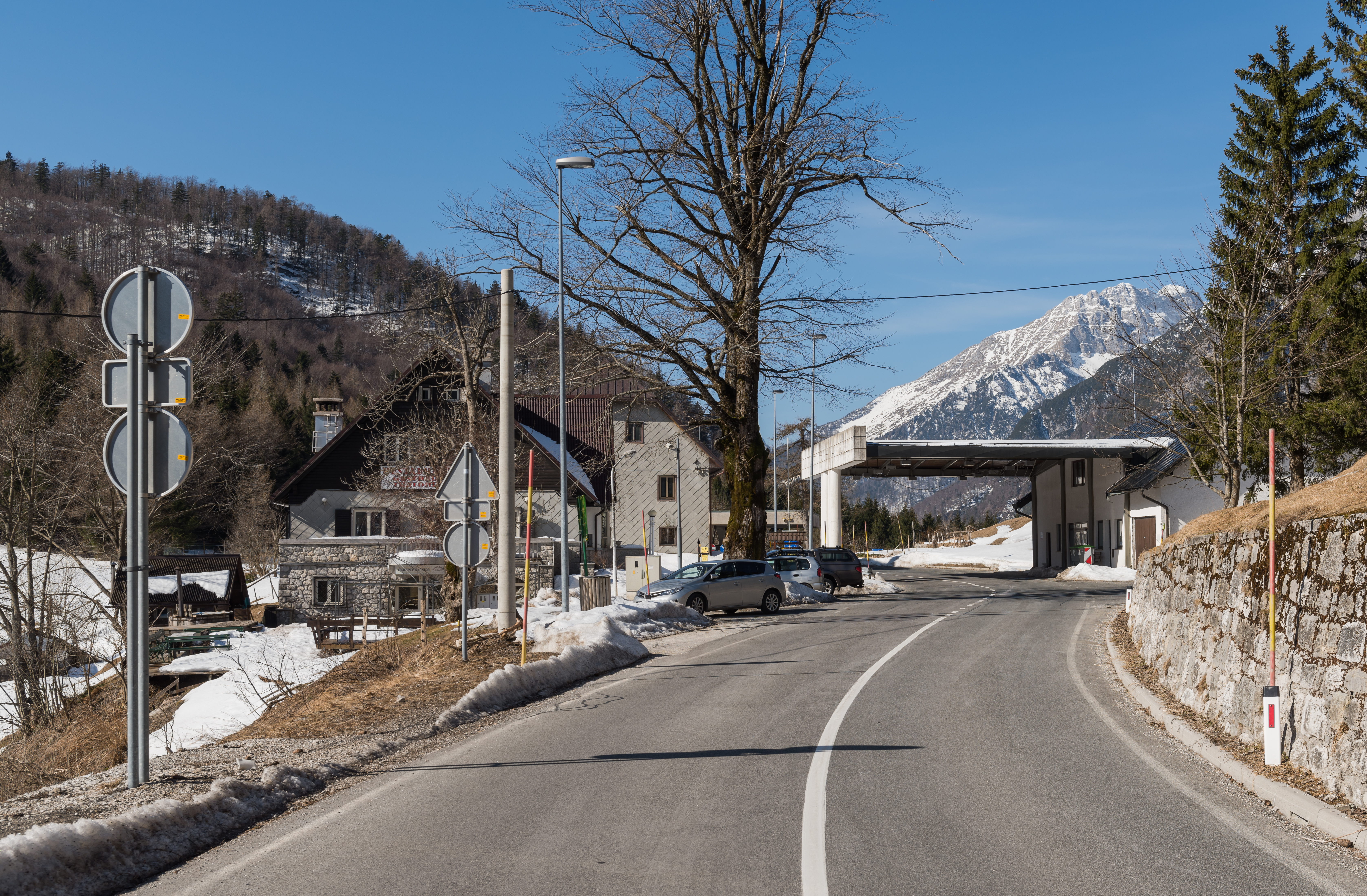
Predilpass mit Restaurant Hermanov und Grenzabfertigungsgebäude, Stermitz

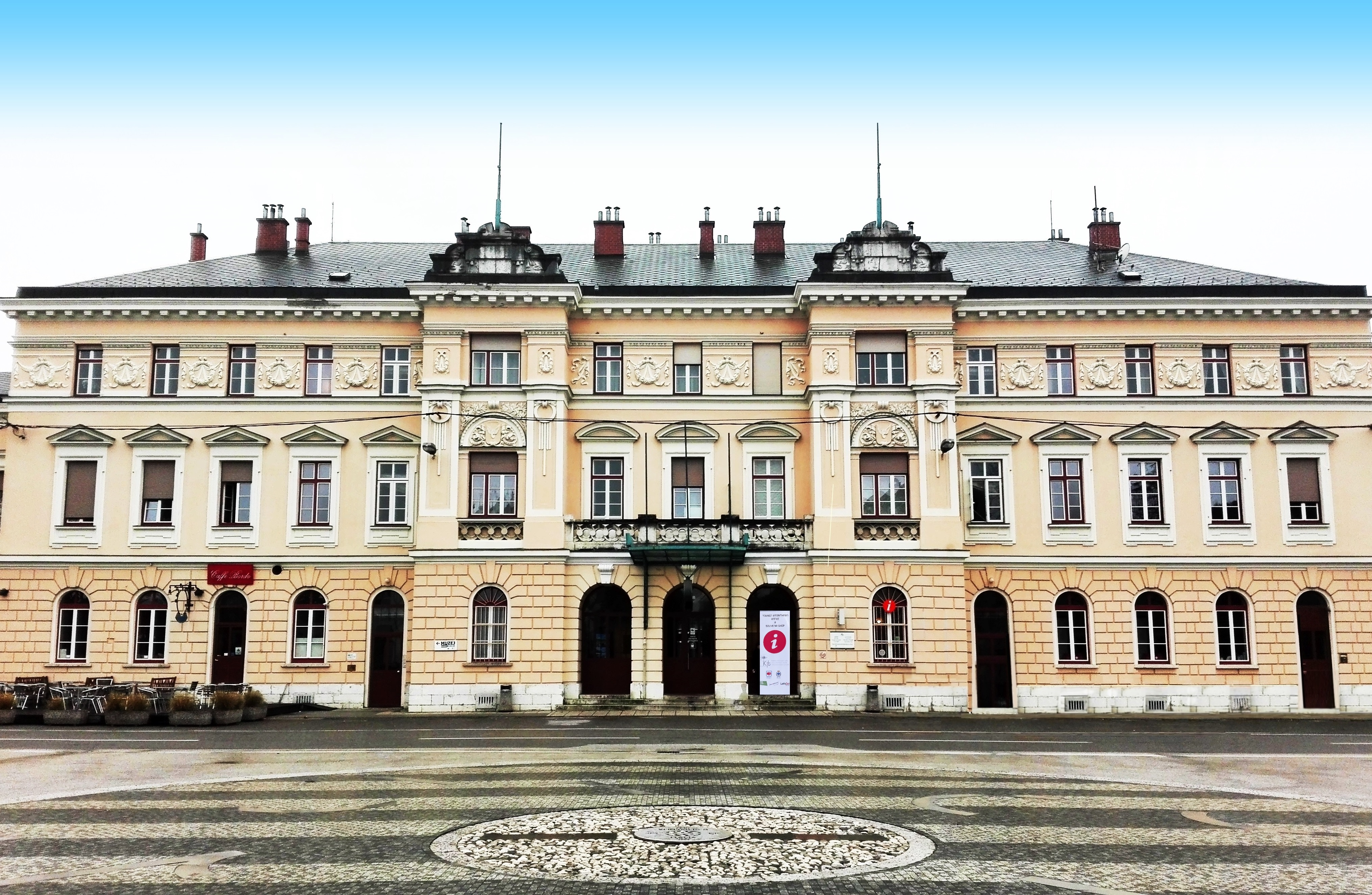
Den Bahnhofsvorplatz teilende aktuelle Grenze zwischen Italien und Slowenien in Görz (Kreisdurchmesser auf dem Foto)

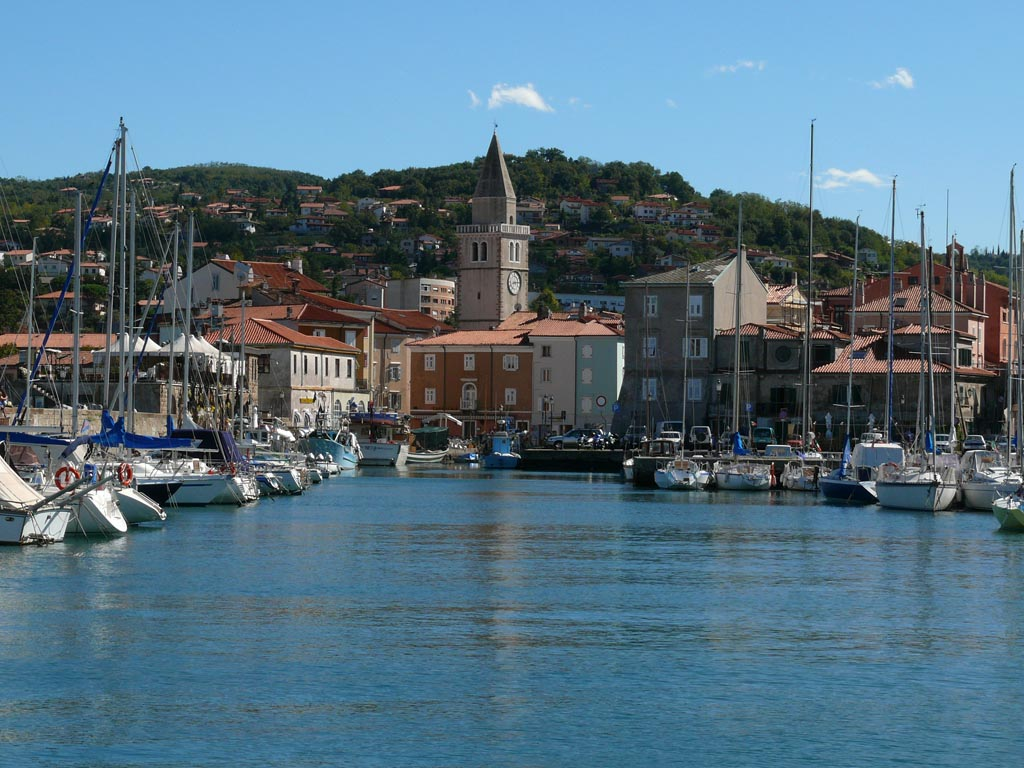
Muggia

Die Grenze zwischen Italien und Slowenien hat eine Länge von 218 km. Ihr gegenwärtiger Verlauf wurde mit Ausnahme des Gebiets des ehemaligen Freistaats Triest als Grenze zum damaligen Jugoslawien durch den Friedensvertrag mit Italien am 10. Februar 1947 festgelegt, nachdem die italienisch-jugoslawische Grenze in der Zwischenkriegszeit wesentlich weiter östlich verlaufen war und insbesondere den gesamten Einzugsbereich des Isonzo Italien zugewiesen hatte. Im Gebiet des ehemaligen Freistaats Triest erfolgte die Festlegung des Grenzverlaufs durch das Londoner Memorandum 1954 und völkerrechtlich durch den Vertrag von Osimo zwischen Italien und Jugoslawien 1975.

## Gemeinden an der Staatsgrenze (von Nord nach Süd)
| I T A L I E N           | I T A L I E N                                   | I T A L I E N                           | I T A L I E N                       | I T A L I E N    |                           | S L O W E N I E N | S L O W E N I E N | S L O W E N I E N      | S L O W E N I E N     | S L O W E N I E N |
| Region                  | EDR Körperschaften regionaler Dezentralisierung |                                         | Gemeinde                            | Grenz- übertritt | Grenz- übertritt          |                   | Gemeinde          | Statistische Region    |                       |                   |
| ----------------------- | ----------------------------------------------- | --------------------------------------- | ----------------------------------- | ---------------- | ------------------------- | ----------------- | ----------------- | ---------------------- | --------------------- | ----------------- |
| Österreich              |                                                 |                                         |                                     |                  |                           |                   |                   |                        |                       |                   |
| Friaul-Julisch Venetien | Udine                                           |                                         | Tarvisio (Tarvis)                   |                  | J u l i s c h e A l p e n |                   |                   | Kranjska Gora (Kronau) | Gorenjska (Oberkrain) |                   |
| Friaul-Julisch Venetien | Udine                                           |                                         | Tarvisio (Tarvis)                   |                  | J u l i s c h e A l p e n | Bovec (Flitsch)   | Goriška (Görz)    |                        |                       |                   |
| Friaul-Julisch Venetien | Udine                                           | Chiusaforte (Klausen)                   |                                     |                  | J u l i s c h e A l p e n | Bovec (Flitsch)   | Goriška (Görz)    |                        |                       |                   |
| Friaul-Julisch Venetien | Udine                                           | Résiatal (Resia)                        |                                     |                  | J u l i s c h e A l p e n | Bovec (Flitsch)   | Goriška (Görz)    |                        |                       |                   |
| Friaul-Julisch Venetien | Udine                                           | Kobarid (Karfreit)                      |                                     |                  | J u l i s c h e A l p e n |                   | Goriška (Görz)    |                        |                       |                   |
| Friaul-Julisch Venetien | Udine                                           | Faedis                                  |                                     |                  | J u l i s c h e A l p e n |                   | Goriška (Görz)    |                        |                       |                   |
| Friaul-Julisch Venetien | Udine                                           | Torreano                                |                                     |                  | J u l i s c h e A l p e n |                   | Goriška (Görz)    |                        |                       |                   |
| Friaul-Julisch Venetien | Udine                                           | Pulfero                                 |                                     |                  | J u l i s c h e A l p e n |                   | Goriška (Görz)    |                        |                       |                   |
| Friaul-Julisch Venetien | Udine                                           | Savogna di Cividale                     |                                     |                  | J u l i s c h e A l p e n |                   | Goriška (Görz)    |                        |                       |                   |
| Friaul-Julisch Venetien | Udine                                           | Grimacco                                |                                     |                  | J u l i s c h e A l p e n |                   | Goriška (Görz)    |                        |                       |                   |
| Friaul-Julisch Venetien | Udine                                           | Drenchia                                |                                     |                  | J u l i s c h e A l p e n |                   | Goriška (Görz)    |                        |                       |                   |
| Friaul-Julisch Venetien | Udine                                           | Tolmin (Tolmein)                        |                                     |                  | J u l i s c h e A l p e n |                   | Goriška (Görz)    |                        |                       |                   |
| Friaul-Julisch Venetien | Udine                                           | Kanal ob Soči (Kanalburg)               |                                     |                  | J u l i s c h e A l p e n |                   | Goriška (Görz)    |                        |                       |                   |
| Friaul-Julisch Venetien | Udine                                           | Grimacco                                |                                     |                  | J u l i s c h e A l p e n |                   | Goriška (Görz)    |                        |                       |                   |
| Friaul-Julisch Venetien | Udine                                           | Stregna                                 |                                     |                  | J u l i s c h e A l p e n |                   | Goriška (Görz)    |                        |                       |                   |
| Friaul-Julisch Venetien | Udine                                           | Prepotto                                |                                     |                  | J u l i s c h e A l p e n |                   | Goriška (Görz)    |                        |                       |                   |
| Friaul-Julisch Venetien | Udine                                           | Brda (Hügel)                            |                                     |                  | J u l i s c h e A l p e n |                   | Goriška (Görz)    |                        |                       |                   |
| Friaul-Julisch Venetien | Görz                                            |                                         | Dolegna del Collio                  |                  | J u l i s c h e A l p e n |                   | Goriška (Görz)    |                        |                       |                   |
| Friaul-Julisch Venetien | Görz                                            | Cormòns (Kremaun)                       |                                     |                  | J u l i s c h e A l p e n |                   | Goriška (Görz)    |                        |                       |                   |
| Friaul-Julisch Venetien | Görz                                            | San Floriano del Collio                 |                                     |                  | J u l i s c h e A l p e n |                   | Goriška (Görz)    |                        |                       |                   |
| Friaul-Julisch Venetien | Görz                                            | Gorizia (Görz)                          |                                     |                  | J u l i s c h e A l p e n |                   | Goriška (Görz)    |                        |                       |                   |
| Friaul-Julisch Venetien | Görz                                            |                                         | Nova Gorica (Neu-Görz)              |                  |                           |                   | Goriška (Görz)    |                        |                       |                   |
| Friaul-Julisch Venetien | Görz                                            | Šempeter-Vrtojba (Sankt Peter-Vertoiba) |                                     |                  |                           |                   | Goriška (Görz)    |                        |                       |                   |
| Friaul-Julisch Venetien | Görz                                            | Savogna d’Isonzo                        |                                     |                  |                           |                   | Goriška (Görz)    |                        |                       |                   |
| Friaul-Julisch Venetien | Görz                                            | Miren-Kostanjevica (Schmitt-Kästenholz) |                                     |                  |                           |                   | Goriška (Görz)    |                        |                       |                   |
| Friaul-Julisch Venetien | Görz                                            | Doberdò del Lago                        |                                     |                  |                           |                   | Goriška (Görz)    |                        |                       |                   |
| Friaul-Julisch Venetien | Görz                                            | Komen (Komein)                          |                                     |                  |                           |                   | Goriška (Görz)    |                        |                       |                   |
| Friaul-Julisch Venetien | Triest                                          |                                         | Duino-Aurisina (Thübein-Nabreschin) |                  |                           |                   | Goriška (Görz)    |                        |                       |                   |
| Friaul-Julisch Venetien | Triest                                          |                                         | Duino-Aurisina (Thübein-Nabreschin) |                  | Sežana (Zizan)            | Obalno-kraška     |                   |                        |                       |                   |
| Friaul-Julisch Venetien | Triest                                          | Sgonico (Sgonegg)                       |                                     |                  | Sežana (Zizan)            | Obalno-kraška     |                   |                        |                       |                   |
| Friaul-Julisch Venetien | Triest                                          | Monrupino (Reippen)                     |                                     |                  | Sežana (Zizan)            | Obalno-kraška     |                   |                        |                       |                   |
| Friaul-Julisch Venetien | Triest                                          | Triest                                  |                                     |                  | Sežana (Zizan)            | Obalno-kraška     |                   |                        |                       |                   |
| Friaul-Julisch Venetien | Triest                                          | San Dorligo della Valle (Dolina)        |                                     |                  | Sežana (Zizan)            | Obalno-kraška     |                   |                        |                       |                   |
| Friaul-Julisch Venetien | Triest                                          | Hrpelje-Kozina (Herpelle-Gossdorf)      |                                     |                  |                           | Obalno-kraška     |                   |                        |                       |                   |
| Friaul-Julisch Venetien | Triest                                          | Koper (Gafers)                          |                                     |                  |                           | Obalno-kraška     |                   |                        |                       |                   |
| Friaul-Julisch Venetien | Triest                                          | Muggia (Mulgs)                          |                                     |                  |                           | Obalno-kraška     |                   |                        |                       |                   |
| Friaul-Julisch Venetien | Triest                                          | Ankaran                                 |                                     |                  |                           | Obalno-kraška     |                   |                        |                       |                   |
| Adriatisches Meer       |                                                 |                                         |                                     |                  |                           |                   |                   |                        |                       |                   |